# Gabriel Arbouin
Gabriel Arbouin est un écrivain français né le 27 janvier 1878 à Rodez, qui fut très gravement blessé durant la Première Guerre mondiale, le 7 octobre 1915. Cependant il ne mourut que deux ans plus tard à Périgueux, le 19 janvier 1917. 
Homme de Lettres et critique littéraire renommé, Gabriel Arbouin se fit notamment connaitre grâce à son admiration pour Guillaume Apollinaire.
En effet, un débat éclata, lorsque Apollinaire désigna ses poèmes en utilisant le terme "idéogramme", afin de redonner à l'alphabet la visualité qui lui appartient en propre. Alors que bon nombre de penseurs critiquaient Apollinaire et sa culture alphabétique, Gabriel Arbouin quant à lui, dans son article «Devant l’idéogramme d’Apollinaire», daté de juin 1914, mais publié dans le numéro de juillet-août des Soirées de Paris, avait lui aussi remarqué en quoi le terme "idéogramme" pouvait mener le lecteur, ainsi que les écrivains, à réinventer l'alphabet. Il affirmait même que dans les poèmes d'Apollinaire, les «fragments de langage parlé» disposés sur la page «n’est plus celui de la logique grammaticale, mais celui d’une logique idéographique aboutissant à un ordre de disposition spatiale tout contraire à celui de la juxtaposition discursive» (Les Soirées de Paris : p. 384). L’idéogramme apollinarien opérait selon lui, comme l’indique une formule devenue maintenant célèbre, une «Révolution : parce qu’il faut que notre intelligence s’habitue à comprendre synthético-idéographiquement au lieu de analytico-discursivement». Ce fut d'ailleurs, cet événement qui porta l'opinion publique à croire que durant de nombreuses années Gabriel Arbouin n'était peut être qu'un pseudonyme créé  par Apollinaire lui-même.
L'amour de Gabriel Arbouin pour l’œuvre d'Apollinaire est confirmé par cet entrefilet du numéro 2 des Arts à Paris, le 15 juillet, sous la signature « Jolibois »: « Le Mercure de France vient enfin de faire paraître Calligrammes de M. Guillaume Apollinaire. Ces poèmes “de la paix et de la guerre”, 1913-1916, sont peut-être l’ouvrage le plus marquant qui ait paru durant la guerre. M. Guillaume Apollinaire ne prend pas d’attitudes, mais il part résolument à la découverte. […] L’audace ici se pare de lyrisme et de raison. On sait qu’un grand critique malheureusement mort à la guerre, M. Gabriel Arbouin, mettait M. Guillaume Apollinaire au premier rang de la poésie contemporaine avec MM. Paul Claudel et Jules Romains." ("La vie de la Pléiade", Échos de la vie littéraire, 1918)
Gabriel Arbouin fait partie des écrivains morts au combat durant la Première Guerre mondiale. Son nom figure en effet, dans la liste des écrivains morts au champ d'honneur, au Panthéon.   